# Discografia di Paul McCartney
La discografia solista di Paul McCartney contiene i lavori pubblicati dal musicista cantautore britannico al di fuori delle sue band di appartenenza The Beatles e Wings.
Tuttavia, gli album con gli Wings vengono talvolta associati essi stessi a lavori da solista di McCartney, data la sua preminenza all'interno della band.
La discografia da solista inizia ufficialmente con la colonna sonora The Family Way nel 1967, realizzato parallelamente all'attivita con i Beatles.
Il primo vero disco di solista arrivò però nel 1970, mentre il gruppo era in fase di scioglimento.

## Album in studio
| Titolo                                           | Dettagli                                                                          | Posizione massima raggiunta | Posizione massima raggiunta | Posizione massima raggiunta | Posizione massima raggiunta | Posizione massima raggiunta | Posizione massima raggiunta | Posizione massima raggiunta | Posizione massima raggiunta | Posizione massima raggiunta | Posizione massima raggiunta | Posizione massima raggiunta | Posizione massima raggiunta | Certificazioni |
| Titolo                                           | Dettagli                                                                          | UK                          | AUS                         | BEL                         | FRA                         | GER                         | JPN                         | NL                          | NOR                         | NZ                          | SWE                         | SWI                         | US                          | Certificazioni |
| ------------------------------------------------ | --------------------------------------------------------------------------------- | --------------------------- | --------------------------- | --------------------------- | --------------------------- | --------------------------- | --------------------------- | --------------------------- | --------------------------- | --------------------------- | --------------------------- | --------------------------- | --------------------------- | --- |
| McCartney                                        | - Uscita: 17 aprile 1970 - Etichetta: Apple                                       | 2                           | 3                           | —                           | 4                           | 15                          | 13                          | 3                           | 2                           | —                           | 2                           | —                           | 1                           | - CAN: Platinum - US: 2× Platinum                                                                                    |
| Ram (Paul e Linda McCartney)                     | - Uscita: 15 maggio 1971 - Etichetta: Apple/EMI, Capitol                          | 1                           | 3                           | 75                          | 8                           | 22                          | 8                           | 4                           | 2                           | —                           | 1                           | —                           | 2                           | - CAN: Platinum - US: Platinum                                                                                       |
| Wild Life (Wings)                                | - Uscita: 7 dicembre 1971 - Etichetta: Apple/EMI, Capitol                         | 11                          | 3                           | 117                         | —                           | 47                          | 15                          | 6                           | 4                           | —                           | 3                           | 88                          | 10                          | - CAN: Gold - US: Gold                                                                                               |
| Red Rose Speedway (Paul McCartney and Wings)     | - Uscita: 30 aprile 1973 - Etichetta: Apple/EMI, Capitol                          | 5                           | 1                           | 94                          | 9                           | 56                          | 13                          | 6                           | 4                           | —                           | 2                           | 89                          | 1                           | - UK: Gold - CAN: Platinum - US: Gold                                                                                |
| Band on the Run (Paul McCartney and Wings)       | - Uscita: 5 dicembre 1973 - Etichetta: Apple/EMI, Capitol                         | 1                           | 1                           | 89                          | —                           | 15                          | 11                          | 5                           | 1                           | 23                          | 5                           | —                           | 1                           | - UK: Platinum - FRA: Gold - US: 4× Platinum                                                                         |
| Venus and Mars (Wings)                           | - Uscita: 27 maggio 1975 - Etichetta: Capitol                                     | 1                           | 2                           | 84                          | 1                           | 11                          | 9                           | 5                           | 1                           | 1                           | 2                           | —                           | 1                           | - UK: Platinum - CAN: Platinum - US: Platinum                                                                        |
| Wings at the Speed of Sound (Wings)              | - Uscita: 25 marzo 1976 - Etichetta: Capitol                                      | 2                           | 2                           | 72                          | 1                           | 32                          | 4                           | 3                           | 2                           | 2                           | 7                           | —                           | 1                           | - UK: Gold - FRA: Gold - US: Platinum                                                                                |
| London Town (Wings)                              | - Uscita: 31 marzo 1978 - Etichetta: Parlophone (Mondo) Capitol (US)              | 4                           | 3                           | —                           | 3                           | 6                           | 4                           | 1                           | 2                           | 4                           | 4                           | —                           | 2                           | - UK: Gold - FRA: Gold - GER: Gold - NLD: Platinum - US: Platinum                                                    |
| Back to the Egg (Wings)                          | - Uscita: 8 giugno 1979 - Etichetta: Parlophone (Mondo) Columbia (Nord America)   | 6                           | 3                           | —                           | 11                          | 16                          | 7                           | 11                          | 5                           | 9                           | 5                           | —                           | 8                           | - UK: Gold - CAN: 2× Platinum - US: Platinum                                                                         |
| McCartney II                                     | - Uscita: 16 maggio 1980 - Etichetta: Parlophone (Mondo) Columbia (Nord America)  | 1                           | 6                           | —                           | 2                           | 19                          | 8                           | 11                          | 5                           | 5                           | 5                           | —                           | 3                           | - UK: Gold - US: Gold                                                                                                |
| Tug of War                                       | - Uscita: 26 aprile 1982 - Etichetta: Parlophone (Mondo) Columbia (Nord America)  | 1                           | 2                           | 60                          | 2                           | 1                           | 1                           | 1                           | 1                           | 4                           | 1                           | —                           | 1                           | - UK: Gold - FRA: Gold - US: Platinum                                                                                |
| Pipes of Peace                                   | - Uscita: 31 ottobre 1983 - Etichetta: Parlophone (Mondo) Columbia (Nord America) | 4                           | 9                           | 63                          | 13                          | 20                          | 5                           | 11                          | 1                           | 38                          | 4                           | 12                          | 15                          | - UK: Platinum - CAN: Platinum - US: Platinum                                                                        |
| Give My Regards to Broad Street (colonna sonora) | - Uscita: 22 ottobre 1984 - Etichetta: Parlophone (Mondo) Columbia (Nord America) | 1                           | 10                          | —                           | —                           | 25                          | 6                           | 24                          | 4                           | 25                          | 9                           | —                           | 21                          | - UK: Platinum - CAN: Gold - US: Gold                                                                                |
| Press to Play                                    | - Uscita: 26 agosto 1986 - Etichetta: Parlophone, Capitol, EMI                    | 8                           | 22                          | —                           | —                           | 30                          | 11                          | 21                          | 8                           | —                           | 17                          | 28                          | 30                          | - UK: Gold |
| Снова в СССР (cover album)                       | - Uscita: 31 ottobre 1988 - Etichetta: Melodiya (Μелодия), EMI                    | 63                          | —                           | —                           | —                           | —                           | 48                          | 56                          | —                           | —                           | —                           | —                           | 109                         | |
| Flowers in the Dirt                              | - Uscita: 5 giugno 1989 - Etichetta: Parlophone, Capitol, EMI                     | 1                           | 18                          | 54                          | 8                           | 9                           | 9                           | 15                          | 1                           | —                           | 2                           | 13                          | 21                          | - UK: Platinum - CAN: Gold - FRA: Gold - GER: Gold - JPN: Gold - SPA: 2x Platinum - SWE: Gold - SWI: Gold - US: Gold |
| Off the Ground                                   | - Uscita: 1 febbraio 1993 - Etichetta: Parlophone, Capitol, EMI                   | 5                           | 8                           | —                           | 15                          | 2                           | 5                           | 5                           | 2                           | 4                           | 10                          | 5                           | 17                          | - UK: Silver - AUS: Gold - AUT: Gold - CAN: Gold - FRA: Gold - GER: Platinum - JPN: Gold - SWI: Gold - US: Gold      |
| Flaming Pie                                      | - Uscita: 5 maggio 1997 - Etichetta: Parlophone, Capitol, EMI                     | 2                           | 9                           | 19                          | 23                          | 6                           | 14                          | 9                           | 3                           | 23                          | 11                          | 8                           | 2                           | - UK: Gold - JPN: Gold - NOR: Gold - US: Gold                                                                        |
| Run Devil Run (cover album)                      | - Uscita: 4 ottobre 1999 - Etichetta: Parlophone, Capitol, EMI                    | 12                          | —                           | 44                          | 55                          | 21                          | 30                          | 53                          | 12                          | —                           | 23                          | 36                          | 27                          | - UK: Gold |
| Driving Rain                                     | - Uscita: 12 novembre 2001 - Etichetta: Parlophone, Capitol, EMI                  | 46                          | —                           | —                           | 33                          | 23                          | 27                          | 76                          | 18                          | —                           | 19                          | —                           | 26                          | - UK: Silver - US: Gold                                                                                              |
| Chaos and Creation in the Backyard               | - Uscita: 12 settembre 2005 - Etichetta: Parlophone, Capitol, EMI                 | 10                          | 33                          | 15                          | 3                           | 4                           | 19                          | 5                           | 8                           | —                           | 3                           | 9                           | 6                           | - UK: Gold - CAN: Gold - FRA: Gold - RUS: Gold - US: Gold                                                            |
| Memory Almost Full                               | - Uscita: 4 giugno 2007 - Etichetta: Hear Music/MPL                               | 5                           | 33                          | 25                          | 13                          | 18                          | 17                          | 6                           | 4                           | 30                          | 3                           | 20                          | 3                           | - UK: Gold - CAN: Gold - DEN: Gold - RUS: Platinum - US: Oro                                                         |
| Kisses on the Bottom (cover album)               | - Uscita: 7 febbraio 2012 - Etichetta: HearMusic/MPL                              | 3                           | 15                          | 8                           | 4                           | 9                           | 13                          | 5                           | 7                           | 35                          | 8                           | 12                          | 5                           | - UK: Silver |
| New                                              | - Uscita: 15 ottobre 2013 - Etichetta: Hear Music/MPL                             | 3                           | 22                          | 6                           | 2                           | 6                           | 2                           | 6                           | 1                           | 27                          | 9                           | 12                          | 3                           | - JPN: Oro - POL: Oro                                                                                                |
| Egypt Station                                    | - Uscita: 7 settembre 2018 - Etichetta: Capitol                                   | 3                           | 4                           | 2                           | 4                           | 1                           | 4                           | 2                           | 3                           | 12                          | 4                           | 5                           | 1                           | |
| McCartney III                                    | - Uscita: 11 dicembre 2020 - Etichetta: Capitol                                   |                             |                             |                             |                             |                             |                             |                             |                             |                             |                             |                             |                             | |